# Masacre de Safsaf
La masacre de Safsaf tuvo lugar el 29 de octubre de 1948, cuando el ejército israelí capturó la localidad árabe palestina de Safsaf, en la Galilea. El pueblo estaba defendido por el Segundo Batallón Yarmouk del Ejército Árabe de Liberación.
Safsaf fue la primera localidad que cayó durante la Operación Hiram, cuyo objetivo era, según el ejército israelí, "destruir al enemigo en la bolsa de la Galilea central para obtener el control de la totalidad de la Galilea y establecer una línea defensiva en la frontera norte del país". El pueblo fue atacado por dos pelotones de vehículos blindados y por una compañía de tanques de la 7.ª Brigada. El ataque desencadenó una feroz batalla que duró desde el anochecer hasta las siete en punto de la siguiente mañana.
Numerosas fuentes gubernamentales israelíes y testimonios orales árabes palestinos evidencian la existencia de una masacre en la que entre 52 y 64 aldeanos fueron asesinados por el ejército israelí. Las pruebas sugieren que 52 hombres que tenían las manos atadas fueron fusilados y enterrados en una fosa. Varias mujeres denunciaron violaciones por parte de los soldados israelíes, incluida una niña de 14 años, y posiblemente fueron asesinadas. El ejército israelí abrió al menos dos investigaciones internas entre 1948 y 1949, pero sus informes están todavía hoy clasificados.

## Relatos de la masacre